# 碧约语
碧约语(自称：pi31 jɔ31 (经典 2015:11))是中国一种彝语。使用者被归为哈尼族，"碧卡"语组(包含碧约语、卡多语和西摩洛语)传统上认为是哈尼语方言。但在Bradley (2007)和Lama (2012)的语言分类方案中它们比其他语言离哈尼语更远。Lama认为Mpi语比卡多语和碧约语关系更近。
在墨江县, 高地碧约语(a31tʰa̠31 pi31jɔ31)和低地碧约语(a31va̠31 pi31jɔ31)无法互通(Jing 2015:11)。

## 更多
- 蒋颖, 崔霞, 乔翔. 2009. 西摩洛语研究. Beijing: 民族出版社.
- 经典 (2015). 墨江碧约哈尼语参考语法. Beijing: 中国社会科学出版社. ISBN 9787516172131
- 朱茂云 (2011). 墨江哈尼族卡多话参考语法. Beijing: 中国社会科学出版社.